# Ergopeptina
Les ergopeptines són un subgrup d'alcaloides derivats de l'àcid lisèrgic, sent metabòlits secundaris produïts principalement pel fong Claviceps purpurea, conegut com corniol o mà del diable.

## Estructura i classificació

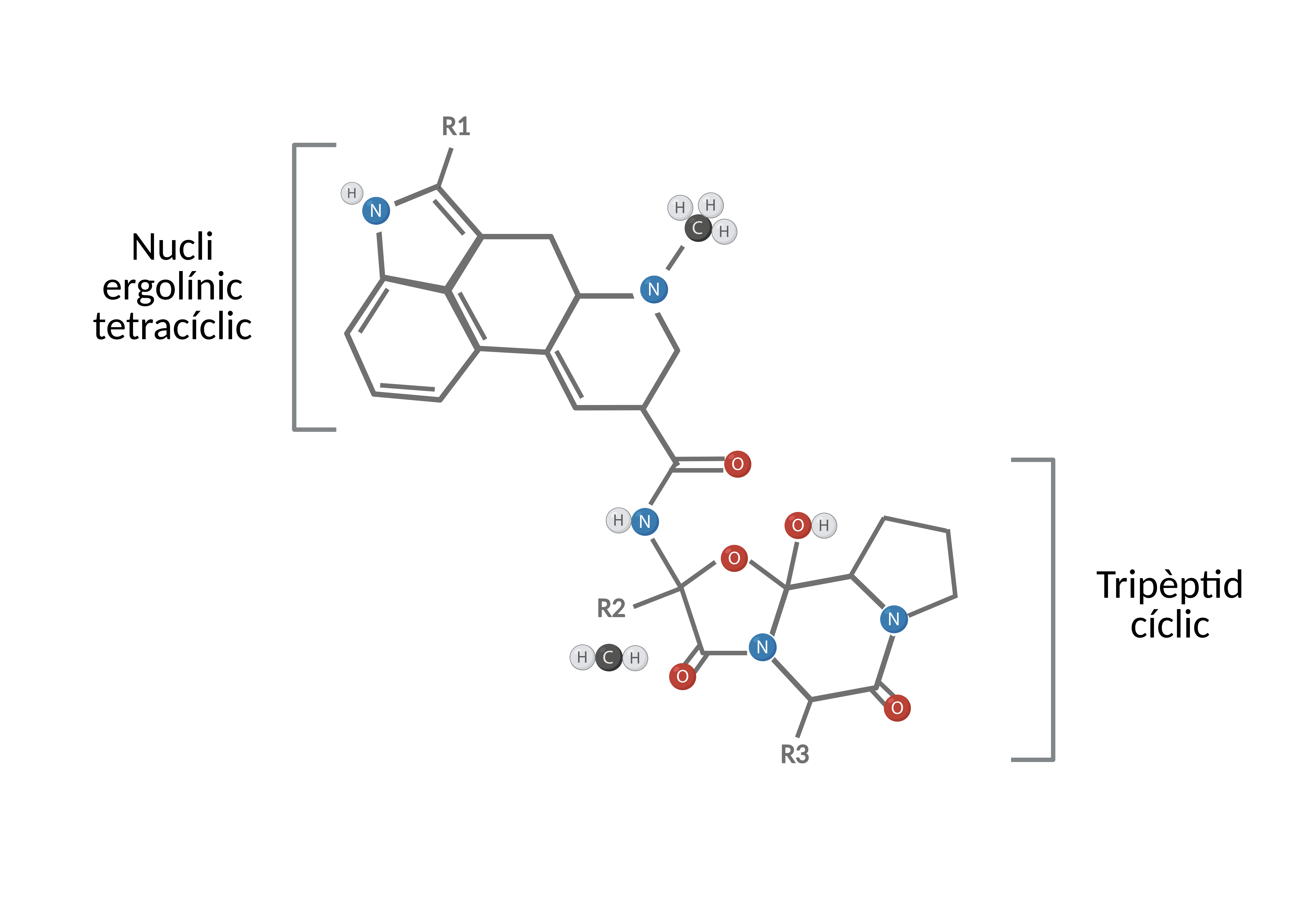
Estructura molecular de l'ergopeptina

L'ensamblatge de l'ergopeptina es produeix a partir de l'àcid D-lisèrgic i 3 aminoàcids diferents, i adoptarà una forma cíclica.
Les ergopeptines més importants són: l'ergotamina, l'ergosina i l'ergocristina, entre d'altres.

## Toxicitat i ús farmacològic
Tenen una activitat farmacològica potent, principalment com agonistes o antagonistes de receptors dopaminèrgics, serotoninèrgics i adrenèrgics.